# Herta-Elisabeth Renk
Herta-Elisabeth Renk (* 28. April 1939 in München) ist eine deutsche Sprach- und Medienwissenschaftlerin und emeritierte Professorin.

## Leben
Sie hatte einen Lehrauftrag an der LMU München und an der PH Freiburg. 1974 war ihre Dissertation an der LMU München. Die Habilitation erfolgte  1975. Eine Fulbright Gastprofessur an der Catholic University of America Washington hatte sie 1982–83 inne. Bis 2007 leitete sie den Lehrstuhl für Didaktik der deutschen Sprache und Literatur an der katholischen Universität Eichstätt.
Der Forschungsschwerpunkt von Herta-Elisabeth Renk liegt im Bereich Theater und Drama, Theaterpädagogik und educational drama sowie in konstruktivistischer Didaktik. Dazu hat sie einschlägige Publikationen verfasst und zu zahlreichen Publikationen Beiträge beigesteuert.

## Werke (Auswahl)
Bücher
- Der Manessekreis, seine Dichter und die Manessische Handschrift (= Studien zur Poetik und Geschichte der Literatur.  Band 30). Stuttgart, Berlin, Köln, Mainz 1974.
- Literatur und Schule. Zur Situation der Literaturkritik (= Eichstätter Hochschulreden. 5) München 1978.
- Dramatische Texte im Unterricht. 21980 – Szenisches Spiel und Spielprozesse (Redaktion, Basisartikel, Unterrichtsmodelle, Interview G. Tabori). Stuttgart 1986.
- mit M. Stone (Hrsg.): Germanistische Tangenten. Deutsch-britische Berührungen in Sprache, Literatur, Theatererziehung und Kunst (Eichstätter Beiträge, 25) Regensburg 1989.
- Ernst Lubitsch (= Rowohlts Monographien. 502) Reinbek 1992.
- (Hrsg.) Lernen und Leben aus der Welt im Kopf: Konstruktivismus in der Schule (= Rowohlts Monographien. 502) Neuwied 1999.
- (Hrsg.) Wider die falschen Eindeutigkeiten und den Verlust des Lesens. Wie subjektiv darf man, wie objektiv muss man lesen? Deutschunterricht, Bühne und Theologie im konstruktivistischen Dialog. Würzburg 2010.

Aufsätze und Vorträge
- Literatur und Schule – zur Situation der Literaturdidaktik. In: Eichstätter Hochschulreden. 5, 1978.
- Anmerkungen zur Beziehung zwischen Musiktheater und Semiotik. In: D. Mack (Hrsg.): Theaterarbeit an Wagners Ring. 1978.
- Heinrich v. Kleist, Die Marquise von O...  In: J. Lehmann (Hrsg.): Deutsche Novellen von Goethe bis Walser. 2 Bände, 1980.
- Sprachrituale des Alltags im Dialektstück. Anhand eines Textbeispiels aus Schweig, Bub! von Franz Kusz. (PD, 27, 1978).
- Dramatische Texte der Gegenwart. Modellskizze für eine rezeptionsorientierte Dramendidaktik. In: K. Stocker (Hrsg.): Literatur der Moderne im Deutschunterricht. 1982.
- Theaterdidaktik und Spiel. In: J. Baurmann, O. Hoppe (Hrsg.): Handbuch für Deutschlehrer. 1984.
- Das neue bayerische Überbrettl.  Literatur in Bayern. Hrsg.: A. Weber. 1986
- Der Film im Deutschunterricht am Beispiel des Western.  In: Akademie für Lehrerfortbildung (Hrsg.): Fernsehen als Unterrichtsgegenstand und medienpädagogische Aufgabe. 1986.
- Filme als Texte lesen. Am Beispiel von John Ford’s Stagecoach. In: Literatur und Medien in Wissenschaft und Unterricht. Fs. A. Weber. 1987
- Drama as a Meaning Maker: Reflections and Recommendations. In: J. Kase-Polisini (Hrsg.): Drama as a Meaning Maker. 1989.
- E. P. Errington (Hrsg.): The Art Form of Frama and the New Paradigm of Constructivism. 1993.
- Auf der Flucht mit Dr. Kimble und Sisyphos oder: die Kulturserie als Welttheater. In: Interkulturelles im Deutschunterricht. Fs. Karl Stocker zum 65. Geburtstag. 1994.
- Authentizität als Kunst – Zur Ästhetik der Amateurtheaters oder: wenn sie gut sind, sind sie aufregend bei sich selber. In: Jürgen Belgrad (Hrsg.): TheaterSpiel. Ästhetik des Schul- und Amanteurtheaters. Hohengehren 1997.
- Die Zauberflöte: Mozarts Blick in eine bürgerliche Zukunft? In: Mozart-Studien. 20, 2011, S. 135–172.
- Die Entführung aus dem Serail. Auf den Spuren von Bassa Selim mit Cervantes und Racine, Montesquieu und Shaftesbury, Rousseau und Diderot. In: Mozart-Studien. 24, 2016, S. 11–47.